# Filippo Sega
Filippo Sega (ur. 22 sierpnia 1537 w Bolonii, zm. 29 maja 1596 w Rzymie) – włoski kardynał.

## Życiorys
Urodził się 22 sierpnia 1537 roku w Bolonii. Studiował na Uniwersytecie Bolońskim, gdzie uzyskał stopień doktora utroque iure. Po zakończeniu nauki pełnił rolę gubernatora Ceseny, Forli, Imoli, Romanii i Marchii Ankońskiej. 20 maja 1575 roku został wybrany biskupem Ripatransone, a 29 czerwca przyjął sakrę. W latach 1577–1581 pełnił rolę nuncjusza apostolskiego w Hiszpanii, natomiast 3 października 1578 roku został biskupem Piacenzy. W czasie pobytu w Hiszpanii, usiłował przekonać tamtejszy dwór królewski do poparcia zorganizowania Ligi Świętej przeciwko Turkom. W latach 1586–1587 był nuncjuszem przy cesarzu rzymskim. 18 grudnia 1591 roku został kreowany kardynałem prezbiterem i otrzymał kościół tytularny Sant’Onofrio. W tym samym roku został legat a latere we Francji, gdzie w latach 1592–1594 był pełniącym obowiązki nuncjusza. Zmarł 29 maja 1596 roku w Rzymie i został pochowany w swoim kościele tytularnym Sant’Onofrio.